# Особиста зброя солдата Сухопутних військ Польщі

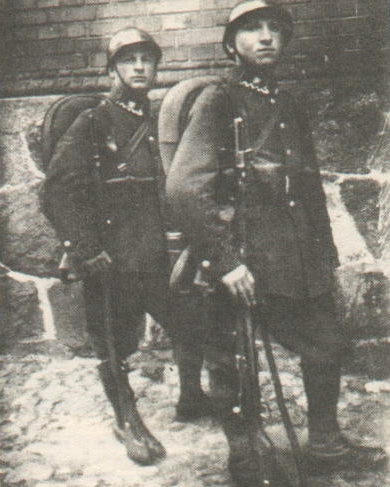
Солдати 66 Полку Піхоти озброєні карабінами Маузер 98 (близько 1930 року)

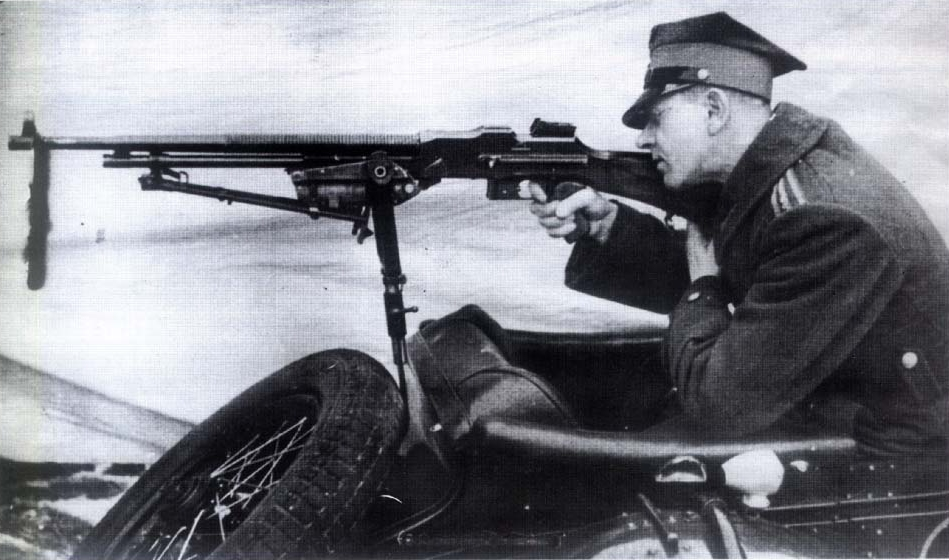
Ручний кулемет зразка 1928 року встановлений на задній стійці (для стрільби по авіації) на мотоциклі Сокіл 1000

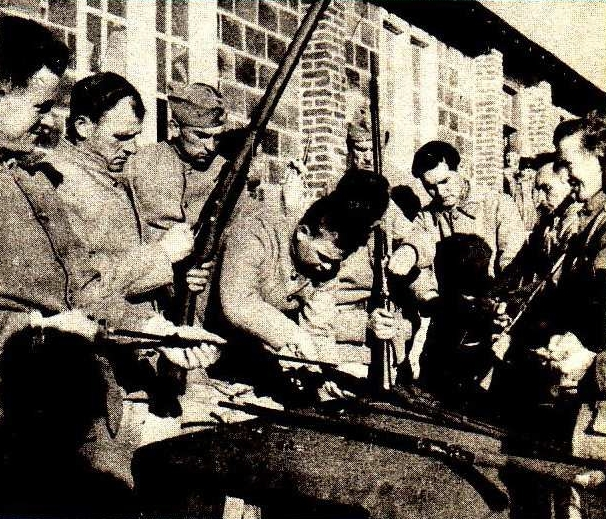
Польська армія у Франції. Солдати у навчальному таборі Коеткідан Écoles de Saint-Cyr Coëtquidan під час чищення карабінів Berthier зр. 1907/15

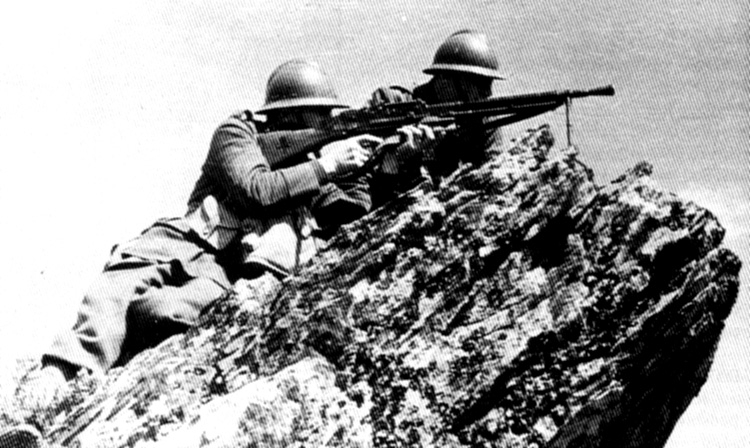
Польські солдати в Нарвіку, добре видно французький рк MAC M1924/29

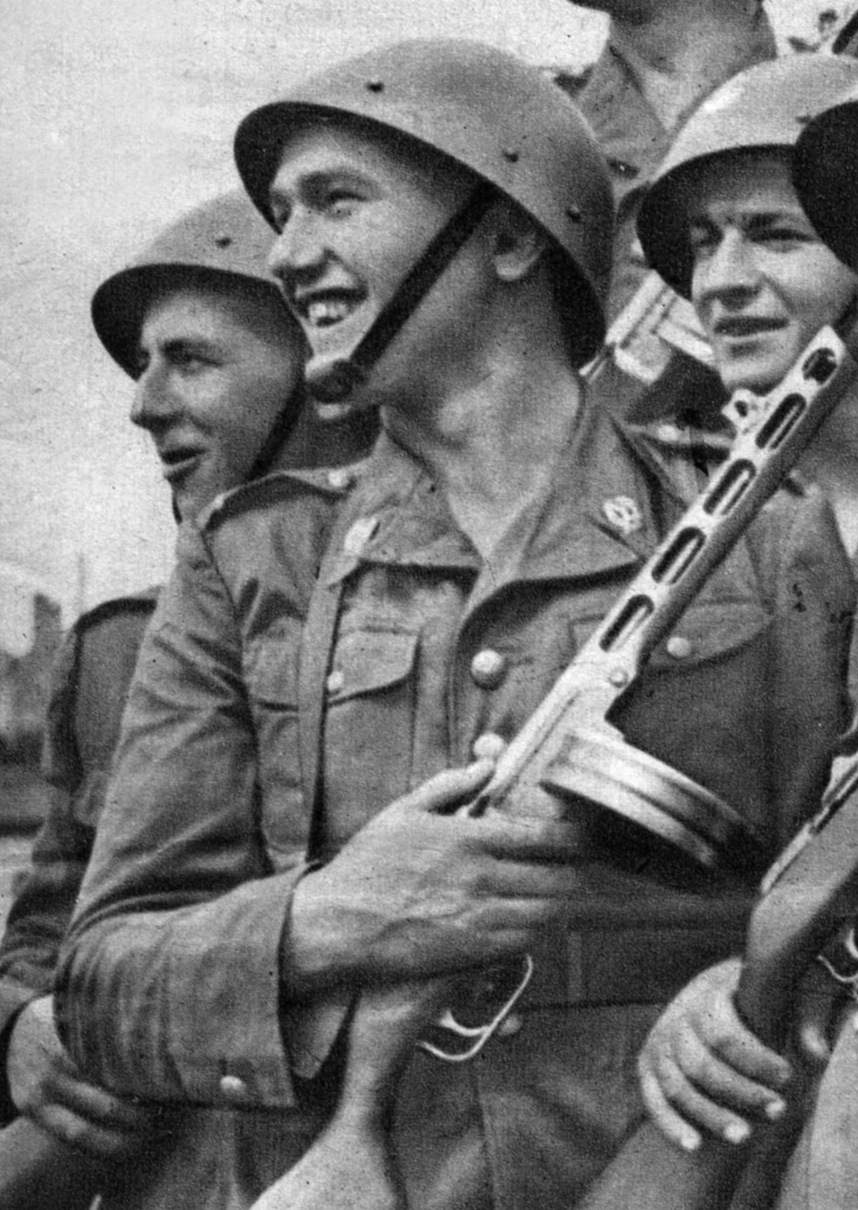
Польська Народна Армія озброєна ППШ (1951)

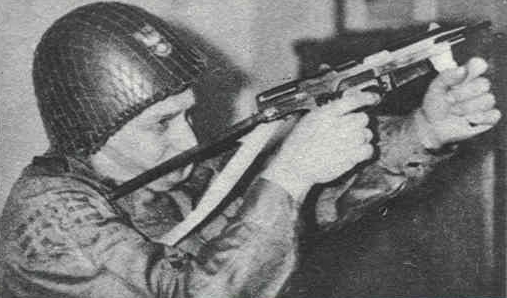
PM-63 RAK в дії

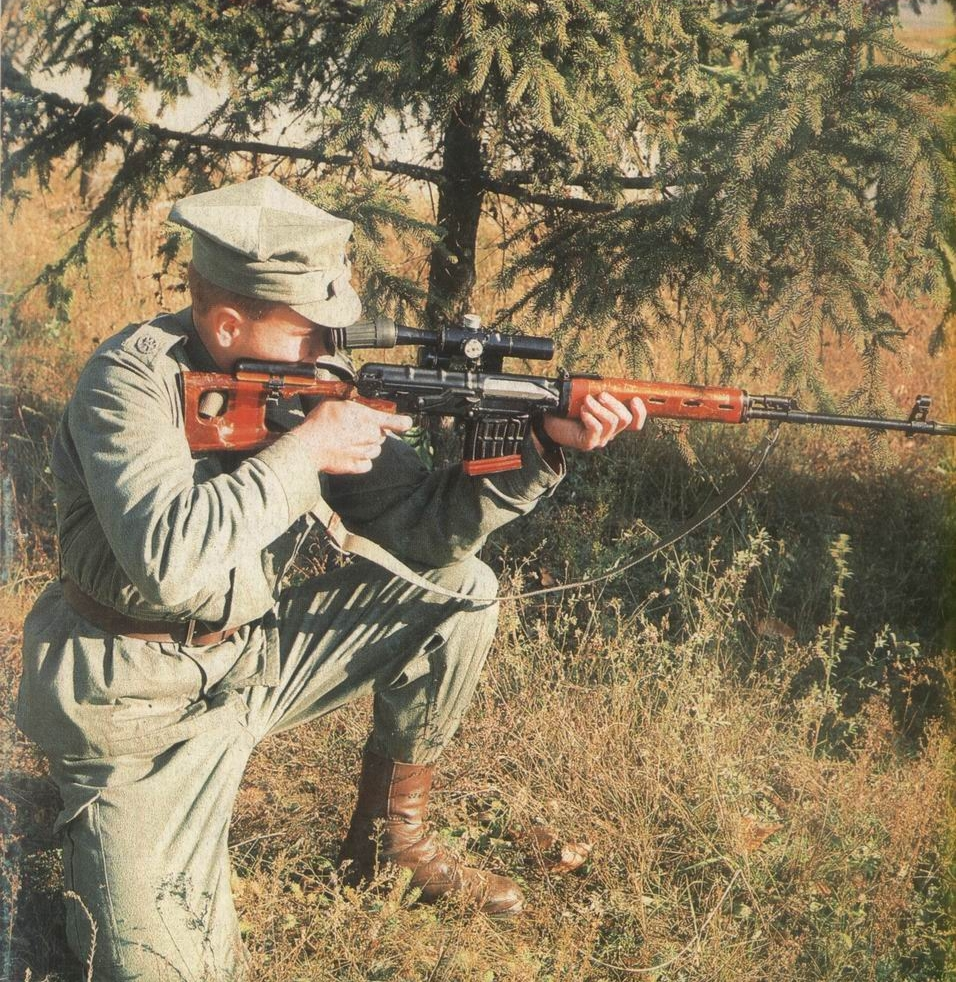
Солдати ПНА з рушницею СВД в 1970-1980 роках

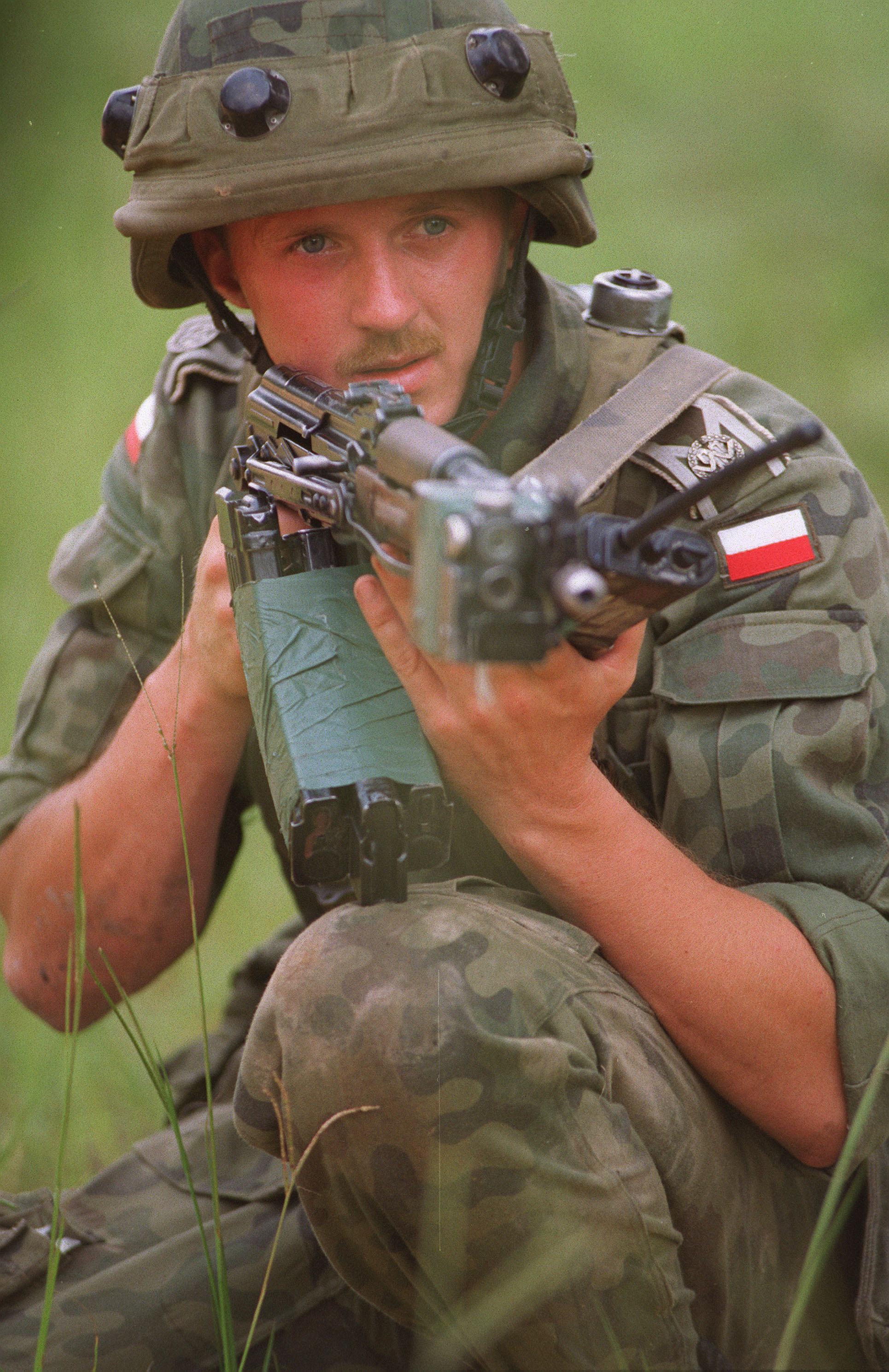
Солдати озброєні АКМС під час навчань (1997)

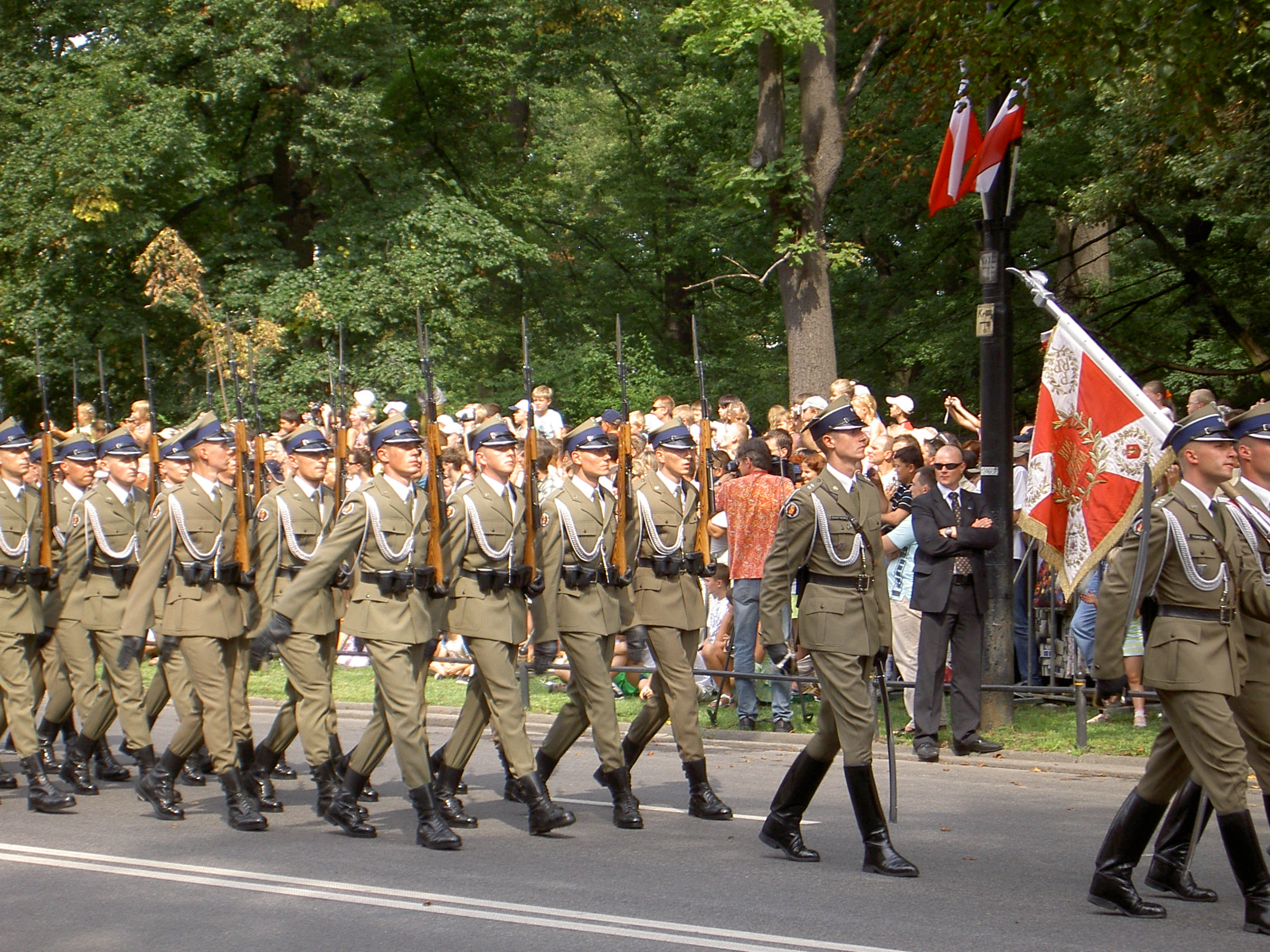
Солдати почесної караульної роти озброєні СКС

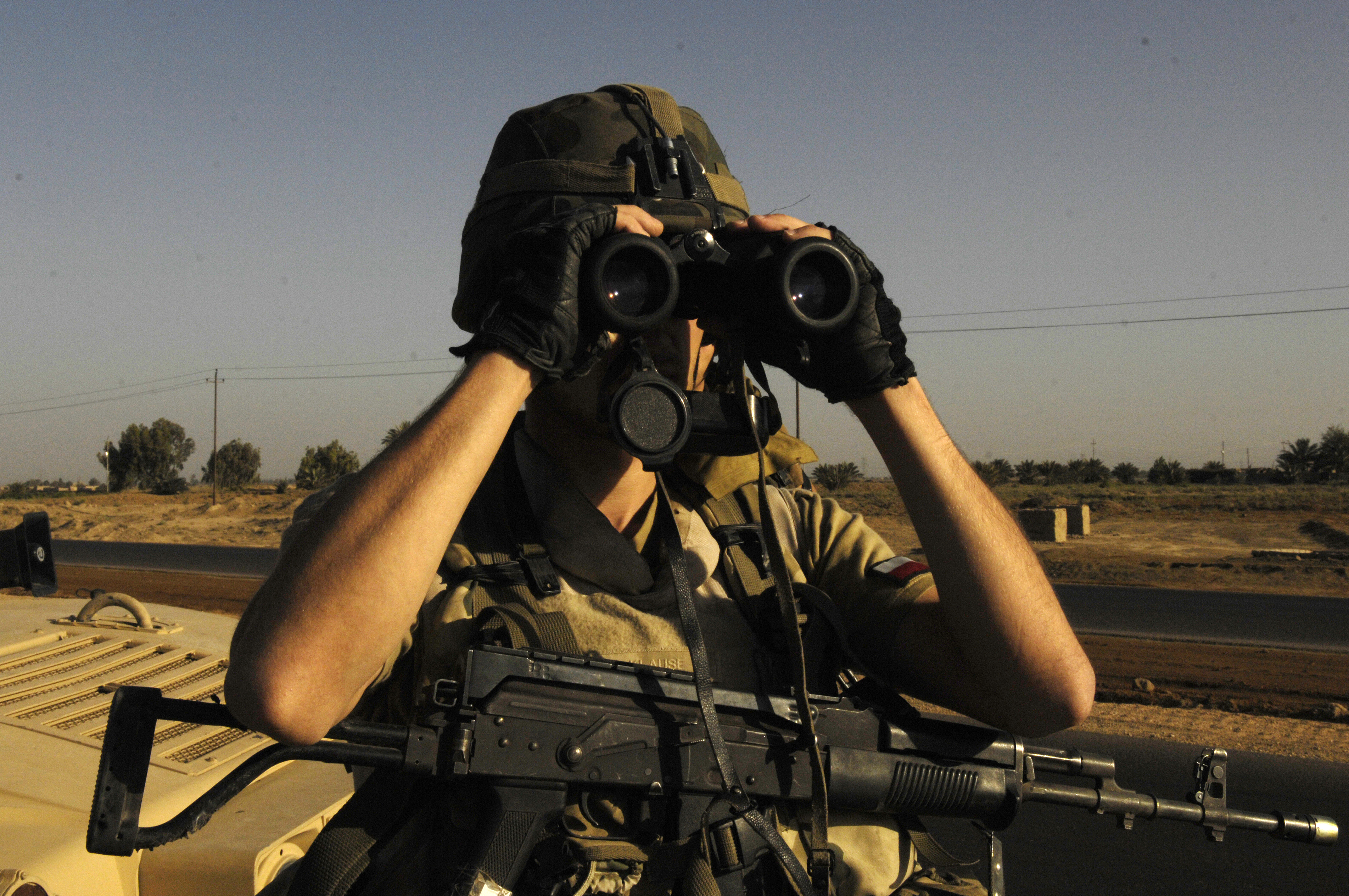
Польські солдати в Іраку озброєні зр. 96 „Beryl”

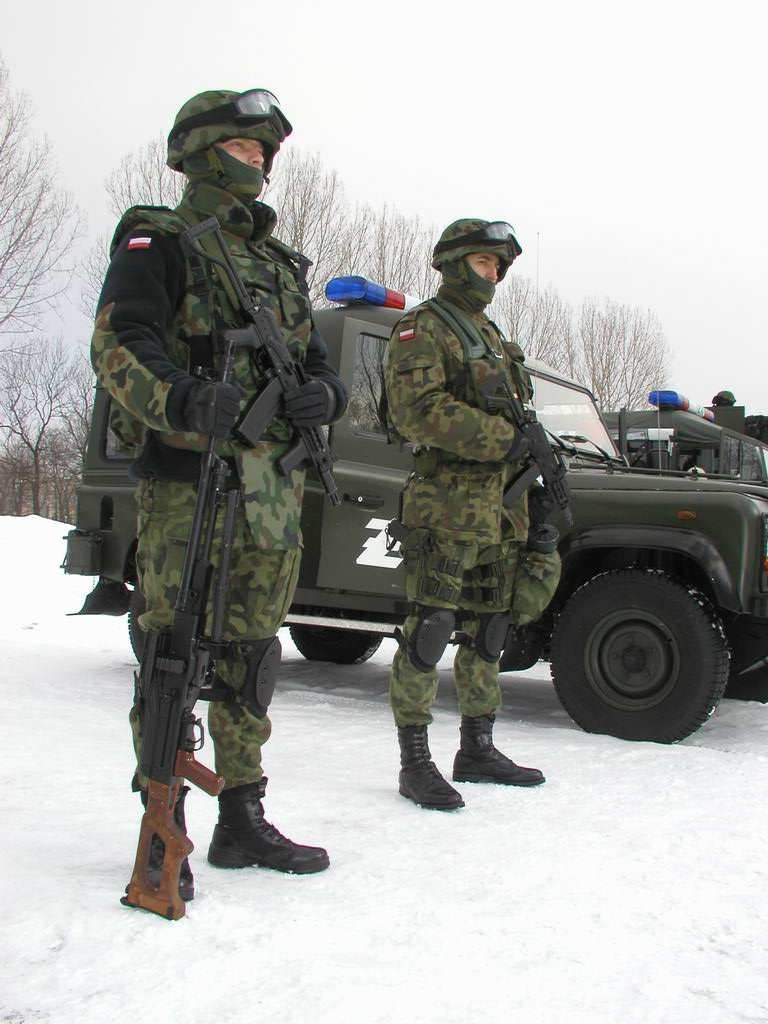
Військова жандармерія озбрєнна "mini-beryle" i ПКМ

Нижче наведений список особистої зброї солдатів формацій Сухопутних військ Польщі з 1918 року.
Включно з озброєнням, яке використовувалося в таких військових формаціях :
- Військо Польське II РП
- Військо Польське на Заході
- Польські Збройні сили в СРСР(1943-1944)
- Армія Андерса
- Армія Берлінга
- Військо Польське (1944-1952)
- Збройні Сили ПНР
- Збройні Сили Республіки Польща

## Сучасна

### Пістолети
| Фото | Назва            | Дата початку використання | Дата закінчення використання | Стоїть/Стояло на озброєнні                             | Примітки                                                     |
| ---- | ---------------- | ------------------------- | ---------------------------- | ------------------------------------------------------ | ------------------------------------------------------------ |
|      | Пістолет P-64    | 1965                      | стоїть на озброєнні          | Людове Військо Польське Збройні Сили Республіки Польща |                                                              |
|      | Пістолет P-83    | в 1980 рр.                | стоїть на озброєнні          | Людове Військо Польське Збройні Сили Республіки Польща |                                                              |
|      | Пістолет WIST-94 | 1999                      | стоїть на озброєнні          | Збройні Сили Республіки Польща                         | Також існує версія з інтегрованим лазерним прицілом WIST-94L |

### Пістолети-кулемети
| Фото | Назва                  | Дата початку використання | Дата закінчення використання | Стоїть/Стояло на озброєнні                             | Примітки                               |
| ---- | ---------------------- | ------------------------- | ---------------------------- | ------------------------------------------------------ | -------------------------------------- |
|      | Пістолет-кулемет PM-63 | 1965                      | стоїть на озброєнні          | Людове Військо Польське Збройні Сили Республіки Польща | триває заміна на PM-84P                |
|      | Пістолет-кулемет PM-84 | 1984                      | стоїть на озброєнні          | Людове Військо Польське Збройні Сили Республіки Польща | В 1993 році впроваджено версію PM-84P. |

### Гвинтівки та карабіни
| Фото | Назва                                     | Дата початку використання | Дата закінчення використання | Стоїть/Стояло на озброєнні                             | Примітки                              |
| ---- | ----------------------------------------- | ------------------------- | ---------------------------- | ------------------------------------------------------ | ------------------------------------- |
|      | СКС                                       | н\д                       | стоїть на озброєнні          | Людове Військо Польське Збройні Сили Республіки Польща |                                       |
|      | АК                                        | 1952                      | стоїть на озброєнні          | Людове Військо Польське Збройні Сили Республіки Польща | Триває переозброєння на зр.96 «Beryl» |
|      | АКС                                       | 1957                      | стоїть на озброєнні          | Людове Військо Польське Збройні Сили Республіки Польща | триває переозброєння на зр.96 "Beryl" |
|      | Автомат Калашнікова модернізований (AKM)  | 1965                      | стоїть на озброєнні          | Людове Військо Польське Збройні Сили Республіки Польща | триває переозброєння на зр.96 "Beryl" |
|      | АКМС                                      | 1972                      | стоїть на озброєнні          | Людове Військо Польське Збройні Сили Республіки Польща | Триває переозброєння на зр.96 «Beryl» |
|      | Kbk AK                                    | в 1960 рр.                | стоїть на озброєнні          | Людове Військо Польське Збройні Сили Республіки Польща | Польська версія kbk AK                |
|      | 96 Beryl                                  | 1997                      | стоїть на озброєнні          | Збройні Сили Республіки Польща                         |                                       |
|      | "Mini Beryl"                              | 1997                      | стоїть на озброєнні          | Збройні Сили Республіки Польща                         | Укорочена версія зр. 1996 Beryl       |
|      | СВД                                       | 1963                      | стоїть на озброєнні          | Людове Військо Польське Збройні Сили Республіки Польща |                                       |
|      | Снайперська гвинтівка зр.93 Baryt (СВД-М) | в 1990 рр.                | стоїть на озброєнні          | Збройні Сили Республіки Польща                         | Польська модернізована версія СВД     |
|      | Снайперська гвинтівка SAKO TRG-21/22      | 2001                      | стоїть на озброєнні          | Збройні Сили Республіки Польща                         |                                       |
|      | Снайперська гвинтівка „Tor”               | 2005                      | стоїть на озброєнні          | Збройні Сили Республіки Польща                         |                                       |
|      | Снайперська гвинтівка „Bor”               | 2008                      | стоїть на озброєнні          | Збройні Сили Республіки Польща                         |                                       |
|      | Sako TRG M10                              | 2017                      | закуплені                    | Збройні Сили Республіки Польща                         |                                       |

### Ручні гранати
| Фото | Назва           | Дата початку використання | Дата закінчення використання | Стоїть/Стояло на озброєнні                                                          | Примітки                                                |
| ---- | --------------- | ------------------------- | ---------------------------- | ----------------------------------------------------------------------------------- | ------------------------------------------------------- |
|      | Граната Ф-1     | 1941                      | стоїть на озброєнні          | Армія Андерса Армія Берлінга Людове Військо Польське Збройні Сили Республіки Польща | початок 90-х рр. триває заміна на ручну гранату RGO- 88 |
|      | Граната RG-42   | н\д                       | стоїть на озброєнні          | Армія Берлінга Людове Військо Польське Збройні Сили Республіки Польща               | початок 90-х рр. триває заміна на ручну гранату RGZ-89  |
|      | Граната RGO- 88 | н\д                       | стоїть на озброєнні          | Збройні Сили Республіки Польща                                                      |                                                         |
|      | Граната RGZ-89  | 1998                      | стоїть на озброєнні          | Збройні Сили Республіки Польща                                                      |                                                         |

### Гранатомети
| Фото | Назва                          | Дата початку використання | Дата закінчення використання | Стоїть/Стояло на озброєнні                             | Примітки                                           |
| ---- | ------------------------------ | ------------------------- | ---------------------------- | ------------------------------------------------------ | -------------------------------------------------- |
|      | Підствольний гранатомет Pallad | 1974                      | стоїть на озброєнні          | Людове Військо Польське Збройні Сили Республіки Польща | використовується з kbk AKM, kbk Tantal i kbk Beryl |
|      | Гранатомет Pallad-D            | 1983                      | стоїть на озброєнні          | Людове Військо Польське Збройні Сили Республіки Польща | Гранатомет з розкладаючим ся прикладом             |
|      | Гранатомет RPG-76 Komar        | 1985                      | стоїть на озброєнні          | Людове Військо Польське Збройні Сили Республіки Польща | Одноразовий протитанковий гранатомет               |

### Холодна зброя
| Фото | Назва                     | Дата початку використання | Дата закінчення використання | Стоїть/Стояло на озброєнні                             | Примітки                                              |
| ---- | ------------------------- | ------------------------- | ---------------------------- | ------------------------------------------------------ | ----------------------------------------------------- |
|      | Багнет-ніж 6H3            | 1965                      | стоїть на озброєнні          | Людове Військо Польське Збройні Сили Республіки Польща | для АКМ/АКМС                                          |
|      | Багнет-ніж 6H4            | в 1970-х рр.              | стоїть на озброєнні          | Людове Військо Польське Збройні Сили Республіки Польща | для АКМ/АКМС, kbk wz. 88 „Tantal”, kbk wz. 96 „Beryl” |
|      | Ніж військовий зр. 92     | 1993                      | стоїть на озброєнні          | Збройні Сили Республіки Польща                         |                                                       |
|      | Ніж військовий зр. 98     | н/д                       | стоїть на озброєнні          | Збройні Сили Республіки Польща                         |                                                       |
|      | Парадна шабля зр. 1976/90 | 1980                      | стоїть на озброєнні          | Людове Військо Польське Збройні Сили Республіки Польща |                                                       |
|      | Шабля зр. 1934/2002       | 2002                      | стоїть на озброєнні          | Збройні Сили Республіки Польща                         | Розроблена для кавалерійського ескадрону ВП           |

## Історична

### Пістолети та револьвери
| Фото | Назва                    | Дата початку використання | Дата закінчення використання | Стоїть/Стояло на озброєнні                                                          | Примітки |
| ---- | ------------------------ | ------------------------- | ---------------------------- | ----------------------------------------------------------------------------------- | --- |
|      | Револьвер Наган зр. 1895 | 1918                      | в 1950-х рр                  | Військо Польське II РП Армія Берлінга Людове Військо Польське                       | На озброєнні Військо Польське II РП в 1918-1923 рр; На озброєнні Людове Військо Польське від 1943 до 1950-х рр |
|      | Cebra wz. 1916           | 1919                      | н/д                          | Військо Польське II РП                                                              | |
|      | Револьвер MAS Mle1892    | 1919                      | в 1930-х рр.                 | Військо Польське II РП                                                              | В 1939 році ще був на озброєнні в тилових угруповуваннях                                                       |
|      | Пістолет Frommer M1910   | 1919                      | 1939                         | Військо Польське II РП                                                              | |
|      | Пістолет Roth-Krnka M.7  | 1918                      | 1939                         | Військо Польське II РП                                                              | |
|      | Пістолет Steyr-Hahn      | 1918                      | 1939                         | Військо Польське II РП                                                              | |
|      | Пістолет Vis зр. 35      | 1935                      | 1939                         | Військо Польське II РП                                                              | Після 1939 р був на озброєнні у партизанів                                                                     |
|      | Пістолет Colt M1911      | 1919                      | 1945                         | Військо Польське II РП (Авіація) Польські збройні сили у Великій Британії (Офіцери) | |
|      | Пістолет M1935 Automatic | 1939                      | 1940                         | Військо Польське у Франції (1939–1940)                                              | |
|      | Револьвер Enfield No.2   | н/д                       | н/д                          | Польські збройні сили у Великій Британії (Офіцери)                                  | |
|      | Пістолет TT              | 1943                      | в 1980-х рр..                | Армія Берлінга Людове Військо Польське                                              | з 1947 р. вироблявся в Польщі                                                                                  |

### Пістолети-кулемети
| Фото | Назва                        | Дата початку використання | Дата закінчення використання | Стоїть/Стояло на озброєнні               | Примітки                                                |
| ---- | ---------------------------- | ------------------------- | ---------------------------- | ---------------------------------------- | ------------------------------------------------------- |
|      | Пістолет-кулемет Mors        | 1939                      | 1939                         | Військо Польське II РП                   | в 1939 році був на озброєнні тільки в одному батальйоні |
|      | Пістолет-кулемет Sten        | 1942                      | 1945                         | Польські збройні сили у Великій Британії |                                                         |
|      | Пістолет-кулемет Thompson М1 | 1940                      | н/д                          | Польські збройні сили у Великій Британії |                                                         |
|      | Пістолет-кулемет ППД         | 1943                      | н/д                          | Армія Берлінга                           |                                                         |
|      | Пістолет-кулемет ППШ         | 1943                      | в 1950-х рр.                 | Армія Берлінга Людове Військо Польське   | з 1952 року виробляється в Польщі                       |
|      | Пістолет-кулемет ППС         | 1943                      | в 1980-х рр.                 | Армія Берлінга Людове Військо Польське   | з 1948 року виробляється в Польщі;                      |

### Карабіни і рушниці
| Фото | Назва                                                                   | Дата початку використання | Дата закінчення використання              | Стоїть/Стояло на озброєнні                                    | Примітки                                                         |
| ---- | ----------------------------------------------------------------------- | ------------------------- | ----------------------------------------- | ------------------------------------------------------------- | ---------------------------------------------------------------- |
|      | Рушниця Lebel Mle1886                                                   | 1918                      | 1921 (залишались на складах до 1939 року) | Військо Польське II РП                                        |                                                                  |
|      | Рушниця Mannlicher M1890, Mannlicher M1895 і карабін Mannlicher зр.1890 | 1918                      | 1939                                      | Військо Польське II РП                                        | З 1929 року повністю зник с піхотних з’єднань                    |
|      | Рушниця і карабін Werndl-Holub зр.1873/77                               | 1918                      | 1925                                      | Військо Польське II РП                                        | Деяка кількість сброї в 1939 році була на складах                |
|      | Рушниця Gras Mle1874                                                    | 1919                      | н/д                                       | Військо Польське II РП                                        | з 1925 року використовувалась в з’єднаннях тилу                  |
|      | Рушниця Enfield зр. 1914                                                | 1919                      | 1924                                      | Військо Польське II РП                                        |                                                                  |
|      | Гвинтівка Мосіна                                                        | 1918                      | 1939                                      | Військо Польське II РП                                        |                                                                  |
|      | Рушниця зр. 38 Arisaka                                                  | 1918                      | 1939                                      | Військо Польське II РП                                        |                                                                  |
|      | Рушниця Gew98                                                           | 1918                      | 1939                                      | Військо Польське II РП: Піхота                                | Від 1921 року базова рушниця армії. Від 1922 вироблявся в Польщі |
|      | Рушниця Berthier Mle1907                                                | 1919                      | 1940                                      | Військо Польське II РП Військо Польське у Франції (1939–1940) |                                                                  |
|      | Караібн зр. 1898                                                        | 1924                      | 1939                                      | Військо Польське II РП: Кавалерія, сапери                     | Польська версія карабіна Mauser Kar98AZ                          |
|      | Караібн зр. 1929                                                        | 1930                      | 1939                                      | Військо Польське II РП: Піхота, кавалерія, артилерія          |                                                                  |
|      | Рушниця зр. 1898a                                                       | 1936                      | 1939                                      | Військо Польське II РП: Піхота                                | Модернізована версія рушниці зр. 1898                            |
|      | Рушниця зр. 1938M                                                       | 1938                      | 1939                                      | Військо Польське II РП                                        |                                                                  |
|      | Рушниця протитанкова зр. 35 „Ur”                                        | 1935                      | 1939                                      | Військо Польське II РП: Піхота і кавалерія                    |                                                                  |
|      | Рушниця Lebel Mle1886                                                   | 1939                      | 1940                                      | Військо Польське у Франції (1939–1940)                        |                                                                  |
|      | Рушниця MAS 36                                                          | 1939                      | 1940                                      | Військо Польське у Франції (1939–1940)                        |                                                                  |
|      | Рушниця Lee-Enfield                                                     | 1940                      | 1945                                      | Польські збройні сили у Великій Британії                      |                                                                  |
|      | Гвинтівка і карабін Мосіна зр. 1891/1930                                | 1941                      | в 1970-х рр.                              | Армія Андерса Армія Берлінга Людове Військо Польське          | Вироблялося в Польщі                                             |
|      | Рушниця СВТ                                                             | 1941                      | 1945                                      | Армія Андерса Армія Берлінга                                  |                                                                  |
|      | Караібн зр. 88 Tantal                                                   | 1991                      | 2005                                      | Збройні сили Республіки Польща                                |                                                                  |

### Кулемети
| Фото | Назва                        | Дата початку використання | Дата закінчення використання | Стоїть/Стояло на озброєнні                                             | Примітки                                    |
| ---- | ---------------------------- | ------------------------- | ---------------------------- | ---------------------------------------------------------------------- | ------------------------------------------- |
|      | Кулемет Chauchat             | 1919                      | 1930                         | Військо Польське II РП: Піхота і кавалерія                             |                                             |
|      | Кулемет Lewis                | 1922                      | 1939                         | Військо Польське II РП                                                 |                                             |
|      | Кулемет Browning зр. 1928    | 1927                      | 1939                         | Військо Польське II РП: Піхота і кавалерія                             |                                             |
|      | Кулемет Châtellerault Mle 24 | 1939                      | 1940                         | Військо Польське у Франції (1939–1940)                                 |                                             |
|      | Кулемет Bren                 | 1940                      | 1945                         | Польські збройні сили у Великій Британії                               |                                             |
|      | Кулемет ДП зр. 1928          | 1943                      | н/д                          | Армія Берлінга Людове Військо Польське                                 | з 1953 року вироблявся в Польщі             |
|      | Кулемет ДП зр. 1944          | н/д                       | н/д                          | Людове Військо Польське                                                | з 1954 року вироблявся в Польщі             |
|      | Кулемет РПД                  | н/д                       | н/д                          | Людове Військо Польське                                                | з 1957 року вироблявся в Польщі             |
|      | Кулемет РПК i РПКС           | н/д                       | н/д                          | Людове Військо Польське: десант Збройні Сили Республіки Польща: десант | з 1990-х років більшість знято з озброєння. |
|      | Кулемет РПК-74 i РПКС-74     | в 1990-х рр .             | 2005                         | Збройні Сили Республіки Польща: десант                                 |                                             |

### Ручні гранати
| Фото | Назва                           | Дата початку використання | Дата закінчення використання | Стоїть/Стояло на озброєнні               | Примітки |
| ---- | ------------------------------- | ------------------------- | ---------------------------- | ---------------------------------------- | -------- |
|      | Ручна граната зр.1917           | 1918                      | н/д                          | Військо Польське II РП                   |          |
|      | Ручна граната типу "O" зр. 1923 | 1923                      | 1939                         | Військо Польське II РП                   |          |
|      | Ручна граната зр.1924           | 1923                      | 1939                         | Військо Польське II РП                   |          |
|      | Ручна граната зр.1933           | 1933                      | 1939                         | Військо Польське II РП                   |          |
|      | Ручна граната тип "Z" зр. 1933  | 1933                      | 1939                         | Військо Польське II РП                   |          |
|      | Ручна граната No. 69            | н/д                       | н/д                          | Польські збройні сили у Великій Британії |          |
|      | Ручна граната РПГ-40            | н/д                       | н/д                          | Армія Берлінга                           |          |
|      | Ручна граната РПГ-43            | н/д                       | н/д                          | Армія Берлінга                           |          |

### Холодна зброя
| Фото | Назва                                         | Дата початку використання | Дата закінчення використання | Стоїть/Стояло на озброєнні                              | Примітки                                                                      |
| ---- | --------------------------------------------- | ------------------------- | ---------------------------- | ------------------------------------------------------- | ----------------------------------------------------------------------------- |
|      | Багнет 56-H-212                               | н/д                       | н/д                          | Людове Військо Польське                                 | для АК і АКС                                                                  |
|      | Багнет британський зр. 1913                   | 1919                      | 1924                         | Військо Польське II РП                                  | для карабіна Enfield зр. 1914                                                 |
|      | Багнет Berthier зр. 1892                      | 1919                      | 1935                         | Військо Польське II РП                                  | для карабіна Berthier зр. 1892                                                |
|      | Багнет Lebel зр. 1886                         | 1918                      | 1921                         | Військо Польське II РП                                  | для карабінів системи Lebel зр.1886 i Berthier зр.1916                        |
|      | Багнет Mannlicher зр. 1895                    | 1918                      | 1939                         | Військо Польське II РП                                  | для карабіна Mannlicher                                                       |
|      | Багнет зр.1898/05                             | 1918                      | 1939                         | Військо Польське II РП                                  | для карабінів і рушниць Mauser зр. 1898;                                      |
|      | Багнет зр. 1922                               | 1922                      | 1939                         | Військо Польське II РП                                  | для карабіна Mauser зр. 1898;                                                 |
|      | Багнет зр. 1924                               | 1924                      | 1939                         | Військо Польське II РП                                  | для карабіна Mauser зр. 1898;                                                 |
|      | Багнет зр. 1928                               | 1928                      | 1939                         | Військо Польське II РП                                  | для карабінів зр. 1929 i зр. 1898                                             |
|      | Кортик офіцерський зр. 1924                   | н/д                       | н/д                          | Військо Польське II РП                                  |                                                                               |
|      | Спис прусської кавалерії                      | 1918                      | 1920                         | Військо Польське II РП: Кавалерія                       |                                                                               |
|      | Списи російський зр. 1901                     | 1918                      | 1921                         | Військо Польське II РП: Кавалерія                       |                                                                               |
|      | Спис французький зр.1913                      | 1919                      | 1939                         | Військо Польське II РП: Кавалерія                       | В міжвоєнний час в Польщі вироблялися копії з назвою спис польський зр. 1913. |
|      | Спис німецький зр.1893 n/A                    | 1918                      | 1939                         | Військо Польське II РП: Кавалерія                       |                                                                               |
|      | Ніж військовий зр. 1955/56                    | 1955                      | н/д                          | Людове Військо Польське Збройні Сили Республіки Польща  |                                                                               |
|      | Шабля французька зр. 1822                     | 1919                      | 1939                         | Військо Польське II РП                                  |                                                                               |
|      | Шабля австрійська зр. 1861                    | 1918                      | 1921                         | Військо Польське II РП                                  |                                                                               |
|      | Шабля австрійська зр. 1877                    | 1918                      | н/д                          | Військо Польське II РП: Кавалерія (до 1921), артилерія. |                                                                               |
|      | Шабля прусська зр. 1896                       | 1918                      | 1939                         | Військо Польське II РП                                  |                                                                               |
|      | Шабля польська зр. 1917                       | 1918                      | 1921                         | Військо Польське II РП: Піхота i Кавалерія              |                                                                               |
|      | Шабля „Креховецька” (пол. Krechowiecka)       | 1919/1920                 | 1935                         | Військо Польське II РП: Кавалерія                       |                                                                               |
|      | Шабля зр. 1921/22                             | 1921                      | 1939                         | Військо Польське II РП                                  |                                                                               |
|      | Шабля зр. 1934 „Людвікувка” (пол. Ludwikówka) | 1935                      | 1939                         | Військо Польське II РП: Кавалерія                       |                                                                               |
|      | Кинджал F-S модель 2                          | н/д                       | н/д                          | Польські збройні сили у Великій Британії                |                                                                               |